# 安塘街道
安塘街道，是中华人民共和国广东省云浮市云城区下辖的一个乡镇级行政单位。

## 行政区划
安塘街道下辖以下地区：
安塘社区、白村、赤村、夏洞村、桐围村、大云村、珍竹村、红营村、古宠村、安塘村、布贯村、朗头村、都栗村和都涝村。